# Carl Dorno

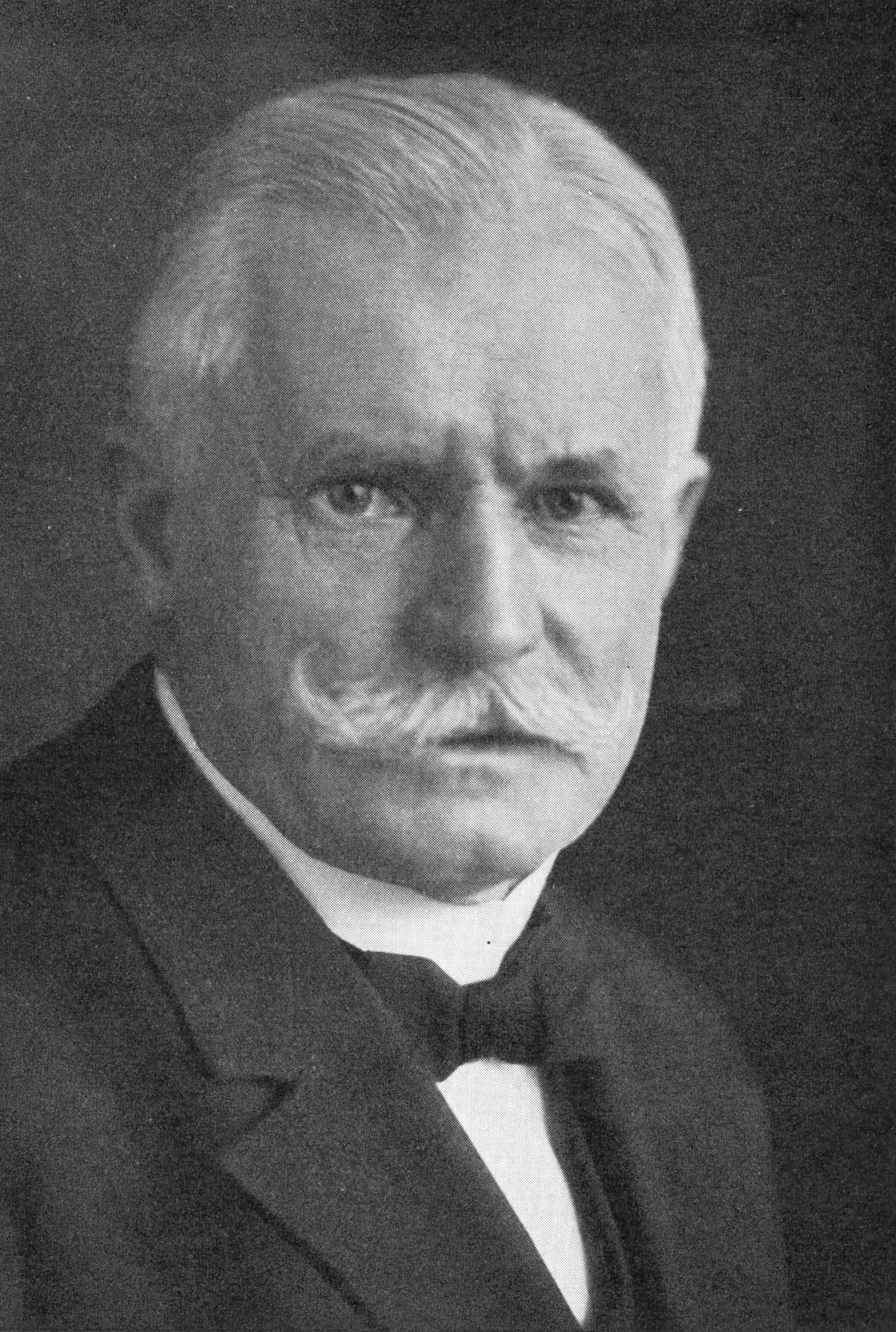
Carl Dorno

Carl Dorno (* 3. August 1865 in Königsberg i. Pr.; † 22. April 1942 in Davos) war ein deutscher Naturforscher. Er gilt als Begründer der Strahlungsklimatologie.

## Leben
Dorno studierte nach einer kaufmännischen Ausbildung und zeitweiligen Übernahme des Königsberger Kaufhauses seines Vaters Wirtschafts- und Rechtswissenschaften an der Albertus-Universität. 1884 wurde er Mitglied des Corps Hansea Königsberg. 1891 übernahm er das väterliche Handelshaus. 1899 begann er Naturwissenschaften in Halle und Königsberg zu studieren. 1904 promovierte er in Königsberg zum Dr. phil. (Chemie).
Im selben Jahr ging er mit seiner tuberkulosekranken Tochter in den Schweizer Höhenkurort Davos, wo er auch die Ursache für dessen angepriesene Heilkraft zu ergründen suchte. Auf dem Dach seines Hauses richtete er eine meteorologische Station ein, aus der 1907 das Physikalisch-Meteorologische Observatorium Davos (PMOD) hervorging, welches Dorno bis 1921 leitete.
Seine Publikation Studie über Licht und Luft des Hochgebirges (Braunschweig 1911) begründete die Strahlungsklimatologie. Ursächlich für die Heilwirkung des Hochgebirgsklimas sah er die Kombination von stimulierenden Einflüssen zur Erstarkung des kranken Körpers und in Schonfaktoren, die den Körper vor zu starken klimatischen Ansprüchen bewahren. Er führte den Begriff der Abkühlungsgröße ein und entwickelte mit Rudolf Thilenius das Frigorimeter. Dorno untersuchte auch intensiv die biologische Wirkung der Ultraviolettstrahlung. Die biologisch-aktive UV-B-Strahlung wurde nach ihm Dorno-Strahlung genannt.
Er veröffentlichte Arbeiten über drei besonders wichtige Klimatypen: das alpine Höhenklima zwischen 1500 und 2500 m, das extrem trockene Wüstenklima und das reizmilde Sonnenklima der Alpensüdseite (Schweiz).
Die Deutsche Inflation 1914 bis 1923 brachte ihn um sein Vermögen in Deutschland, so dass er 1922 das PMOD dem neu gegründeten Institut für Hochgebirgsphysiologie und Tuberkuloseforschung angliedern musste. Bei seinem Rücktritt 1926 ging das Observatorium vollständig in der Stiftung auf.
1938 war er mit seiner Frau zum letzten Mal in Königsberg, wo er am Oberteich ein Haus hatte. Nach ihrem Tod im Oktober 1941 setzte er, völlig erblindet, seinem Leben ein Ende.

## Ehrungen und Auszeichnungen
- Honorarprofessor (Preußische Regierung, 1917)
- Silberne Leibniz-Medaille (1919)
- Dr. med. h. c. der Universität Basel (1922)
- Aufnahme in die Deutsche Akademie der Naturforscher Leopoldina (1925)[4]
- Ehrenbürger von Davos[5]